# Kim Kimberly
Kim Kimberly (* 16. Mai 1920 in Hollywood, Los Angeles als Armide Nana Edith Whipple; † 27. September 2001 in Honolulu, Hawaii) war eine US-amerikanische Swing-Sängerin der 1930er- und 1940er-Jahre.

## Leben
Während ihrer Zeit auf der Fairfax Highschool in Hollywood sang Kimberly (noch unter dem Namen Whipple) mit der Metro-Goldwyn-Mayer Studio Band. 1939 verließ sie Hollywood, um in Chicago im Medinah Club aufzutreten, wo Bob Crosby sie entdeckte, der sie an das Orchester von Jimmy Grier vermittelte. Ab 1940 ging sie unter dem Künstlernamen „Kim Kimberly“ auf die Bühne und trat damit für die nächsten beiden Jahre mit der Ben-Pollack-Band auf, aus der dann das Chico Marx Orchester hervorging. Aus der Zeit mit Marx stammt auch einer der wenigen aufgezeichneten Titel mit ihr Mister Five by Five. Nach der Auflösung des Marx-Ensembles sang sie 1943 mehrere Monate im Beverly Tropics Cafe. 1944 trat Kimberly mit Les Brown auf und war in der NBC Show Bob Crosby – Les Tremayne zu hören. Bis 1946 begleitete sie das aus der Hoagy Carmichael’s radio show bekannte Teen Ager's Orchestra. Kritiken bescheinigten ihr ein „markantes Auftreten“ und eine „schöne und gute Stimme für Pop-Tunes“.
Ihre Mutter war Armide Ayraud Whipple, Tochter eines kubanischen Plantagenbesitzers mit französisch-spanischen Wurzeln. „Armide wuchs sozusagen in der Garderobe des Schauspielers Rudolph Valentino auf, während ihre Mutter am Set arbeitete“ sagte einer ihrer beiden Söhne. Ihr Vater, James Cameron Mitchell Whipple, war Seefahrer, Grenzschützer, Firmenrepräsentant und schließlich Radiosprecher und Drehbuchautor in der Stummfilmzeit. Für den Film The Masquerader (1922) holte ihn dessen Schwager, Filmdirektor James Young (1872–1948), nach Kalifornien.
Armide Whipples Tante war die Bühnen- und Filmschauspielerin Clara Whipple (1887–1932).
1946 heiratete Kimberly in zweiter Ehe den US-Navy-Piloten James E. Johnson und beendete ihre Karriere.